# Mătrăgună
Mătrăguna (Atropa belladonna) este o specie de plante erbacee , perene prin rizom , care face parte din genul Atropa,  familia Solanaceae, alături de Mandragora officinarum. Mai este denumită și beladonă, doamna-codrului sau doamnă-mare, cireașa-lupului, iarba codrului sau țilidonie. 

## Descriere
- Tulpina are înălțimea de 50–150 cm, formează de regulă de la jumătate trei ramificații.
- Frunzele sunt ovale, cu marginea întreagă si sunt dispuse altern la baza ramurilor și perechi în partea superioară (una dintre ele fiind mult mai mare decat cealaltă).
- Florile sunt brun-violete sau brun-purpurii si planta înflorește în perioada iunie-august.
- Fructele, bace sferice cu multe semințe, sunt mai întâi verzi, apoi negre, lucioase și suculente.

## Toxicitate

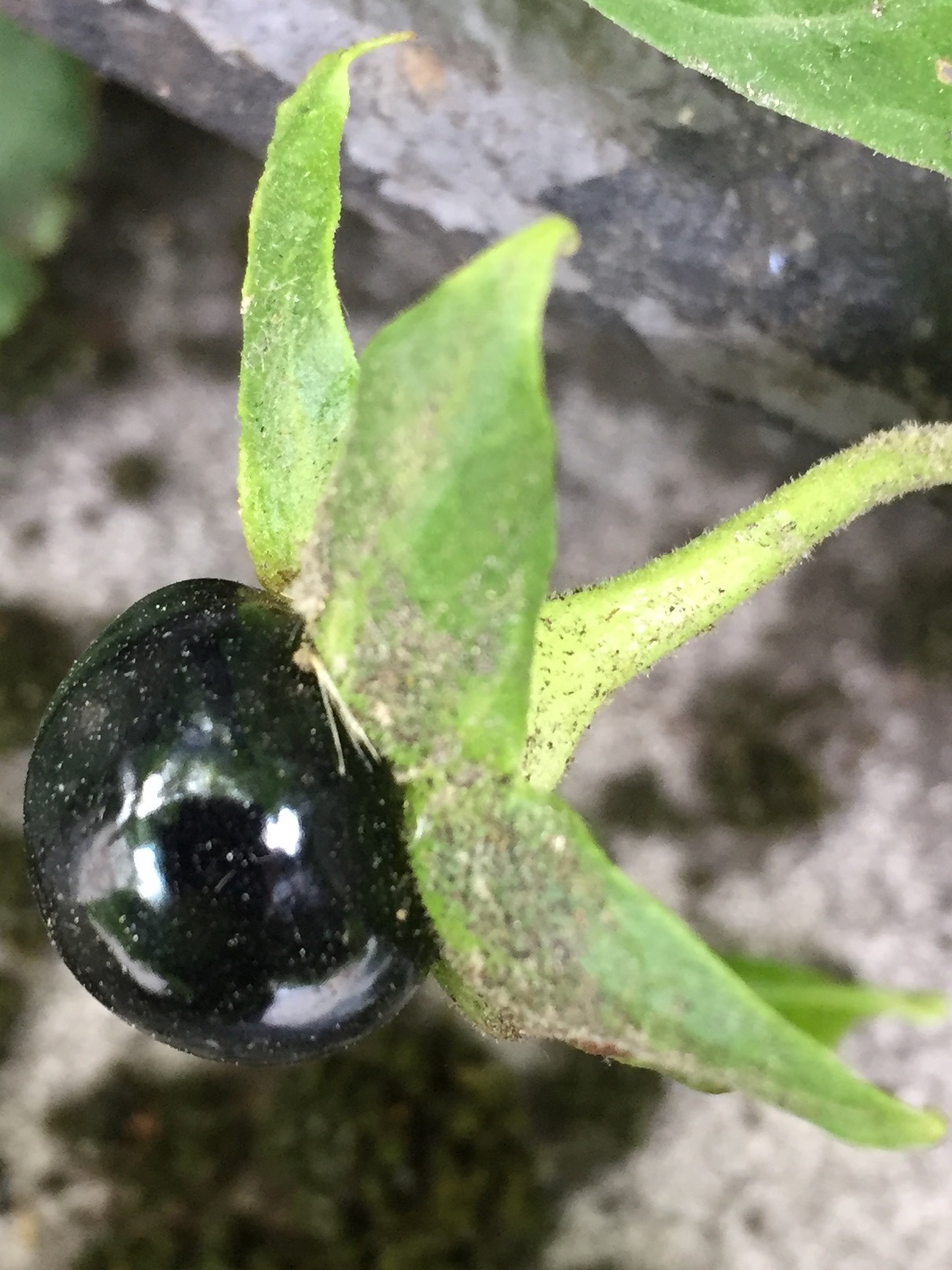
Atractive ca cireșele, dar foarte toxice,
fructele de Atropa belladonna L. Fructul este deosebit de periculos pentru copii. Este foarte asemănătoare ca structură cu verișoara sa apropiată, roșia.

Frunzele și bacele sunt extrem de toxice atunci când sunt ingerate din cauză că acestea conțin alcaloizi de tropan. Aceste toxine includ atropină, scopolamină și hiosciamină, care cauzează delir și halucinații, și sunt, de asemenea, utilizate ca anticolinergici farmaceutici. Acești alcaloizi de tropane par a fi comuni în familia Solanaceae, deoarece sunt prezenți și în plantele din genurile Brugmansia, Datura și Hyoscyamus, din aceeași familie, dar și în subfamilii și triburi diferite de cele ale plantelor nocturne.
Substanțele active sunt reprezentate de alcaloizi, în special hiosciamină, atropină și scopolamină.
Produsele farmaceutice bazate pe extracte de beladonă sunt indicate pentru combaterea colicilor gastrointestinale și a spasmelor biliare.
În prezent nu se mai utilizează în medicina populară din cauza toxicității neobișnuit de mari.